# Jordi Mir i Valls
Jordi Mir i Valls (Bellvís, 1929 - Barcelona, 28 de setembre de 1993) va ser doctor en arquitectura i degà del Col·legi d'Arquitectes de Catalunya entre 1974 i 1978. Juntament amb Rafael Coll Pujol va signar alguns dels edificis més emblemàtics de finals de la dècada dels 70 i principis dels 80. Entre les seves obres destaquen l'Hospital de Barcelona o la Torre Picasso de Madrid.
Es traslladà a Barcelona on es va doctorar en arquitectura. Es casà amb la pianista Enriqueta Mercader. Va ser Vicepresident de la Caixa d'Estalvis i Pensions de Barcelona del 1978 fins a la seva defunció el 1993 en representació de la Societat Econòmica Barcelonesa d'Amics del País, membre del Consell d'Administració i la Direcció d'Autopistas, C.E.S.A., membre del Consell d'administració d'lnmobiliária Colonial, S. A i patró de la Fundació Puigvert.

## Obra
Algunes de les seves obres més destacades com a arquitecte van ser:
- Edifici Mercuri, Barcelona. 1967[7]
- Zoo Aquarium de Madrid. 1972.[8]
- Antic Hotel Hilton, actual Hospital de Barcelona. 1973 (amb Rafael Coll)
- Edifici de COMSA (amb Rafael Coll)
- Capella per Casa Provincial de les Filles de la Caritat de Sant Vicenç de Paül a Barcelona. 1973[9][10]
- Torre Picasso de Madrid. 1982 (de Minoru Yamasaki amb Rafael Coll)
- Santuari de la Mare de Déu de les Sogues, 1982. Bellvís (Pla d'Urgell)
- Maremagnum de Barcelona, 1990 (amb Helio Piñón, Albert Viaplana i Rafael Coll).
- Hotel Barcelona Sants, (amb Rafael Coll Pujol y altres)
- Projecte original Hotel Sitges, ara Melia Sitges (amb Rafael Coll)
- Moda Shopping - Azca - Madrid (amb Rafael Coll)
- Projectes a Costa Teguise, Lanzarote: Apartaments "Los Molinos", Apartaments "Los Zocos", Gran Hotel Teguise Playa.

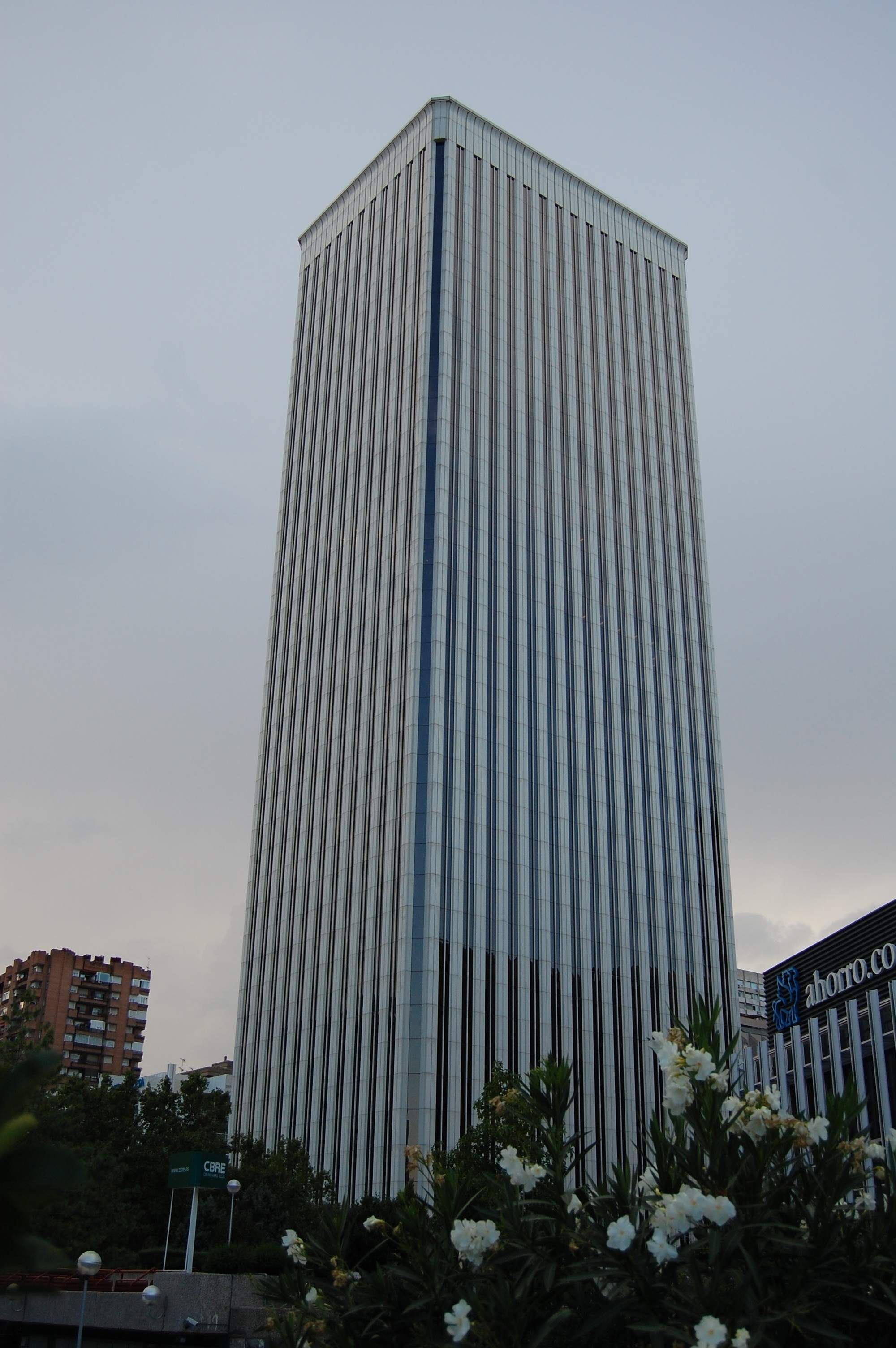
Torre Picaso, a Madrid, de Minoru Yamasaki amb la col·laboració de Jordi Mir Valls i Rafael Coll Pujol.
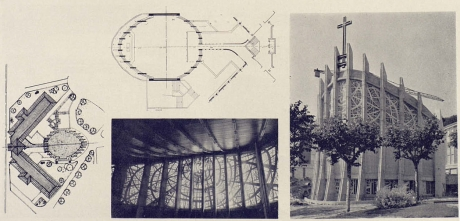
Fotografia de Quaderns d'Arquitectura i Urbanisme. Núm. 97. Any 1973. Pg. 34. de la Capella de les Filles de la Caritat de Barcelona. Obra de Jordi Mir i Valls
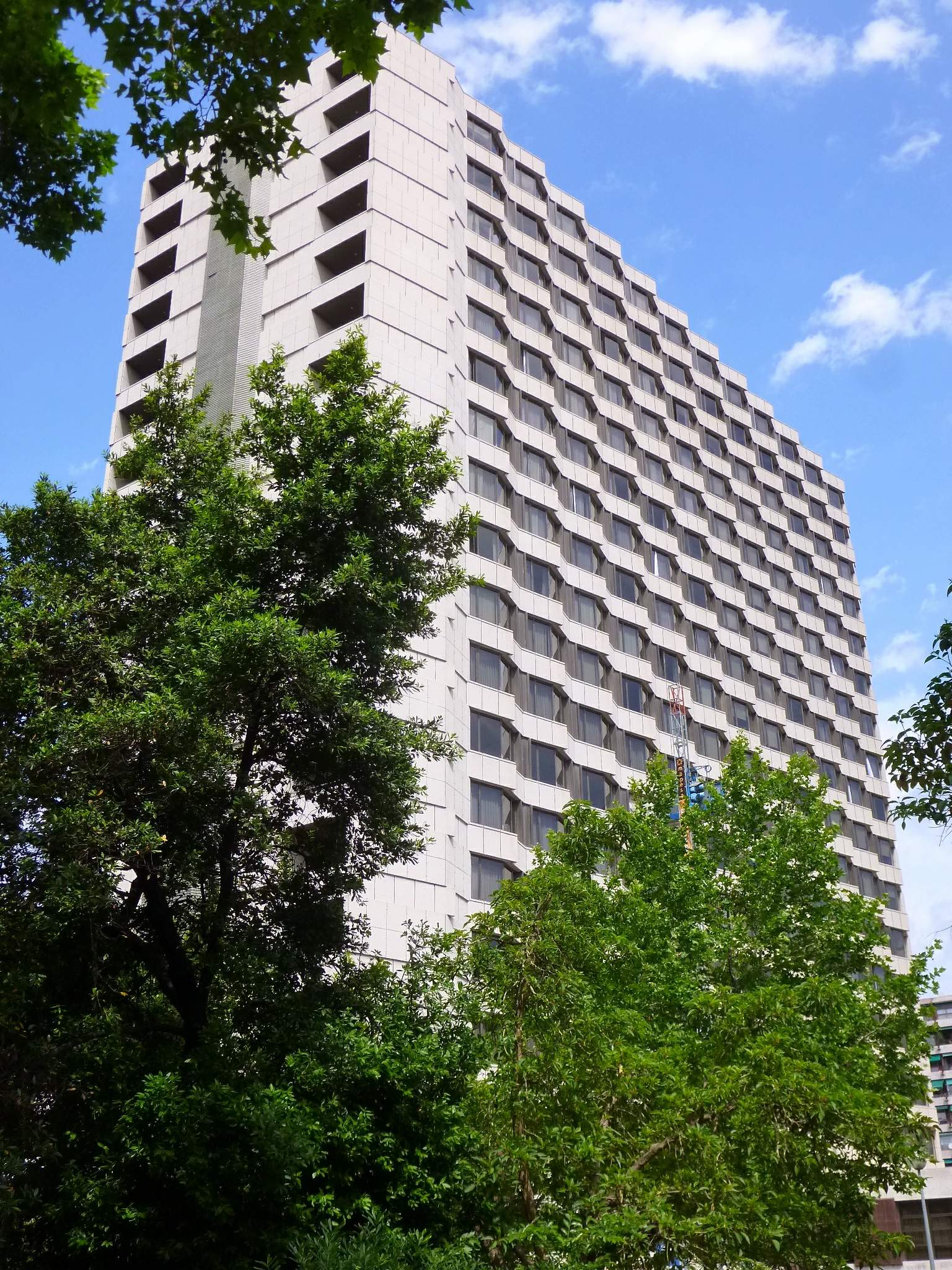
Hospital de Barcelona, antic Hotel Hilton. Obra de Jordi Mir i Valls
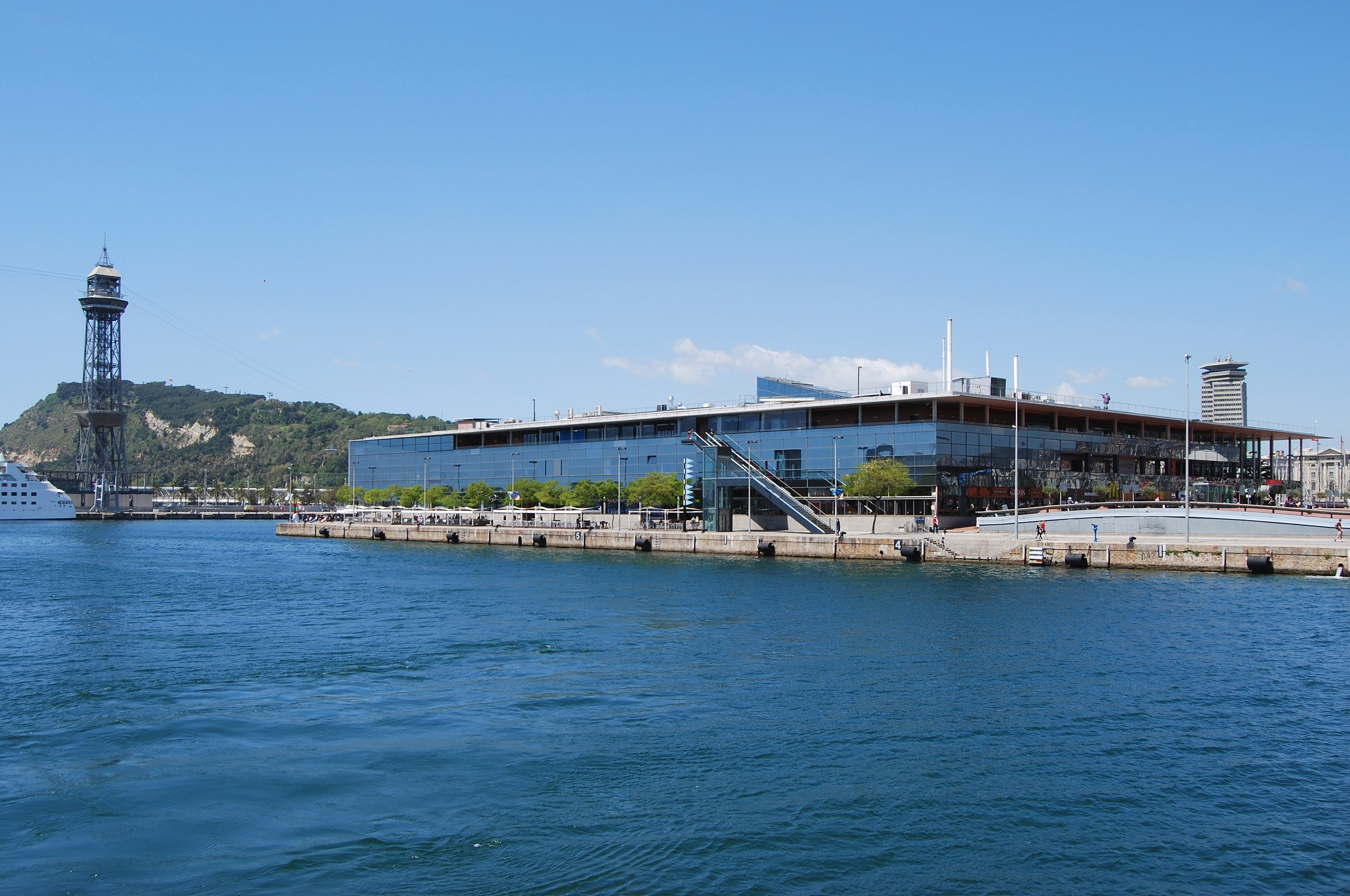
Maremagnum de Barcelona, obra de Helio Piñón, Albert Viaplana, Rafael Coll i Jordi Mir.
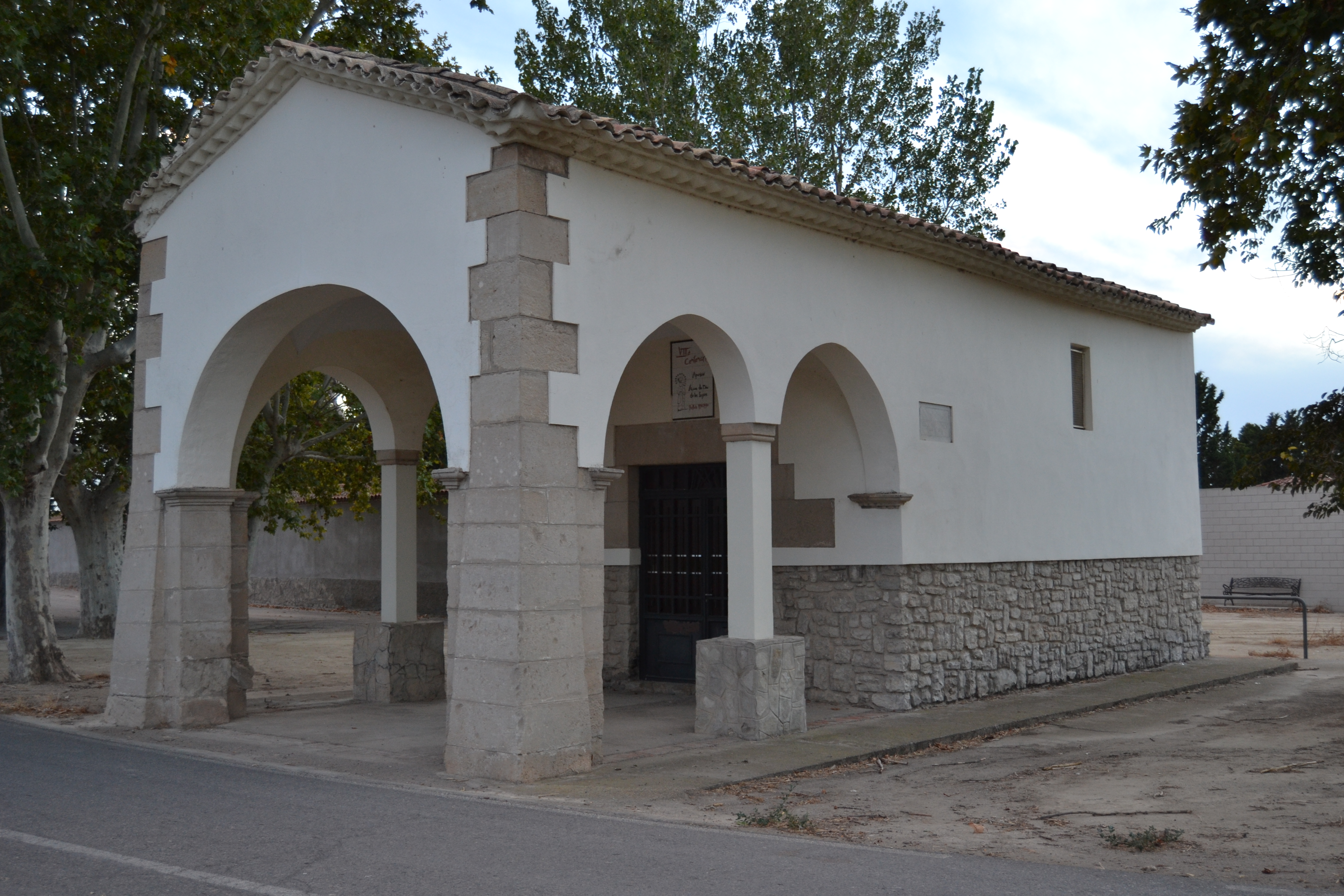
Santuari de la Mare de Déu de les Sogues, 1982, a Bellvís, obra de Jordi Mir i Valls
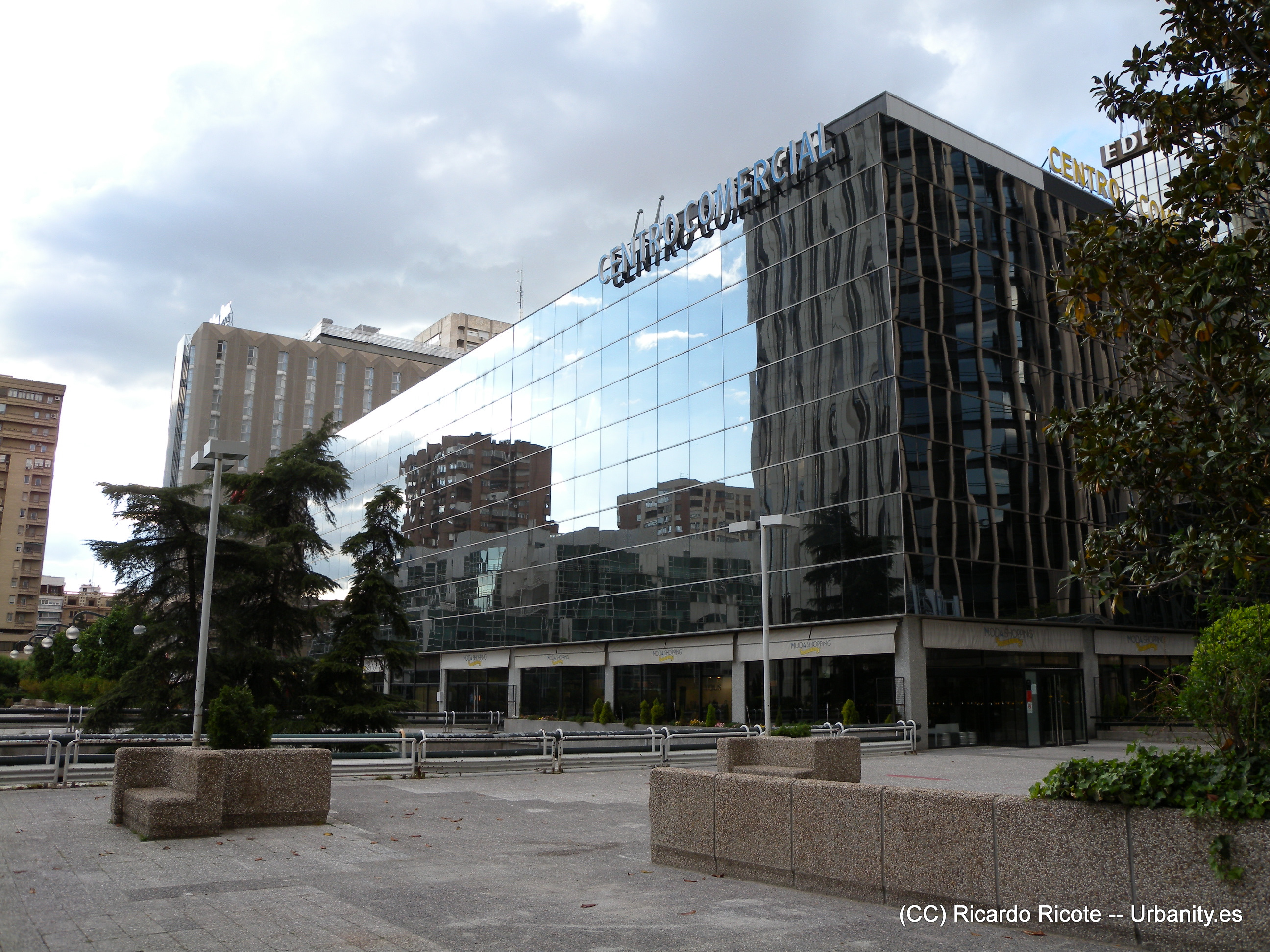
Moda Shopping, Madrid. Proyecto de Jorge Mir Valls y Rafael Coll Pujol. Arxivat 2020-09-18 a Wayback Machine.
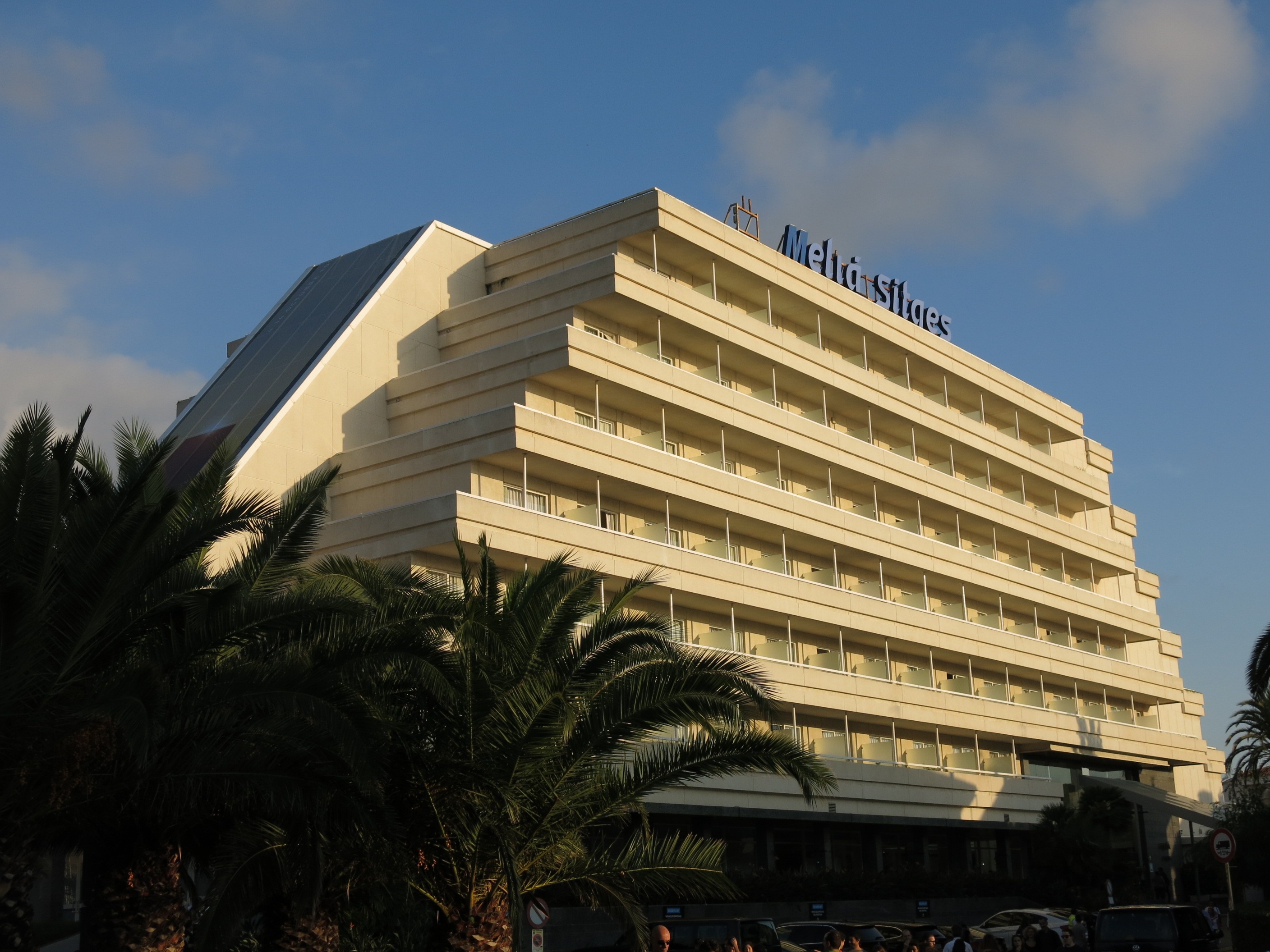
Hotel Melia Sitges. Projecte Original de Jordi Mir Valls y Rafael Coll (1992) - Remodelació Ribas Arquitectos Arxivat 2018-10-11 a Wayback Machine..
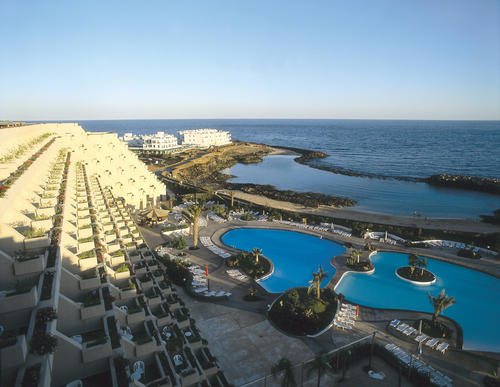
Hotel Teguise Playa, Costa Teguise, Lanzarote. Obra de Jordi Mir i Valls i Rafael Coll Pujol